# Ramon Zürcher (Regisseur)

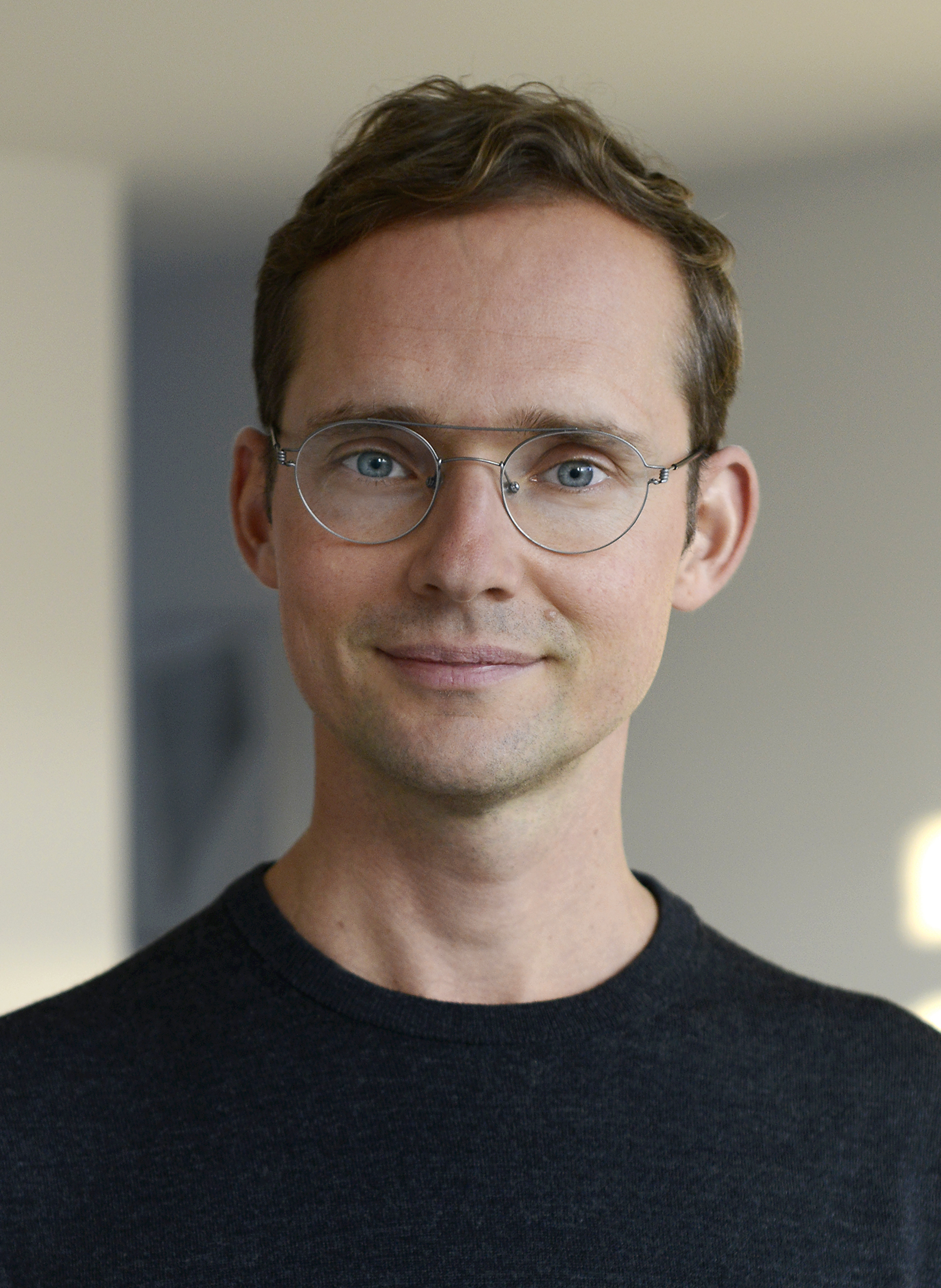
Ramon Zürcher (2020)

Ramon Zürcher (* 20. Juni 1982 in Aarberg) ist ein Schweizer Filmregisseur, Drehbuchautor, Filmeditor und Filmproduzent.

## Leben
Ramon Zürcher absolvierte von 2002 bis 2005 ein Kunststudium an der Hochschule der Künste Bern (HKB) mit Fokus Malerei und Videokunst. 2005 wurde er mit dem Kiefer Hablitzel Preis (Swiss Award) ausgezeichnet. Anschließend studierte er Filmregie an der Deutschen Film- und Fernsehakademie Berlin (DFFB) und schloss das Studium mit seinem ersten Langspielfilm Das merkwürdige Kätzchen ab. Der Film feierte 2013 seine Weltpremiere im Forum der Berlinale und wurde fortan auf zahlreichen internationalen Filmfestivals (u. a. Toronto, Cannes, Viennale, New Directors/New Films) gezeigt und vielfach prämiert (u. a. New Talent Grand PIX Award beim CPH:PIX, Spezialpreis der Jury für das Beste Debüt beim IFF Minsk, SIYAD-Preis der Filmkritik beim IFF Antalya, Preis der „Standard“-Publikumsjury der Viennale). 2014 wurde der Film in drei Kategorien für den Preis der deutschen Filmkritik nominiert (Bestes Debüt, Beste Kamera, Bester Schnitt). 2017 gründete er gemeinsam mit seinem Zwillingsbruder Silvan Zürcher die Produktionsfirma Zürcher Film. 2021 folgte mit Das Mädchen und die Spinne der zweite Langspielfilm, der seine Weltpremiere im internationalen Wettbewerb „Encounters“ der Berlinale feierte und mit dem Preis für die Beste Regie und dem FIPRESCI-Preis ausgezeichnet wurde.

## Filmografie
- 2007: Heute mag ich dieses Lied (Kurzfilm, Regie, Drehbuch und Schnitt)
- 2009: Reinhardtstraße (Mittellanger Film, Regie, Drehbuch und Schnitt)
- 2010: Passanten (Kurzfilm, Regie, Drehbuch und Schnitt)
- 2011: Gestern hat sich meine Freundin ein Fahrrad gekauft (Kurzfilm, Regie, Drehbuch und Schnitt)
- 2013: Das merkwürdige Kätzchen (Spielfilm, Regie, Drehbuch, Schnitt und Koproduktion)
- 2021: Das Mädchen und die Spinne (Spielfilm, Regie, Drehbuch, Schnitt und Koproduktion)
- 2024: Der Spatz im Kamin (Spielfilm, Regie, Drehbuch und Schnitt)

## Auszeichnungen (Auswahl)
- 2005: Kiefer Hablitzel Preis (Swiss Award)
- 2013: New Talent Grand PIX Award (CPH:PIX) für Das merkwürdige Kätzchen
- 2013: Preis der „Standard“-Publikumsjury (Viennale) für Das merkwürdige Kätzchen
- 2013: Spezialpreis der Jury für das Beste Debüt (IFF Minsk) für Das merkwürdige Kätzchen 2013: SIYAD-Preis der Filmkritik und Preis der Jugendjury (IFF Antalya) für Das merkwürdige Kätzchen
- 2013: Festival Feature Film Award (Festival de Cine Independiente de Barcelona) für Das merkwürdige Kätzchen
- 2014: Jury’s Favorite Prize und Special Mention für Jenny Schily (Mons Int’l Love Film Festival) für Das merkwürdige Kätzchen
- 2021: Preis für die Beste Regie und FIPRESCI Preis der Filmkritik (Berlinale, internationaler Wettbewerb „Encounters“) für Das Mädchen und die Spinne
- Schweizer Filmpreis 2022: Nominierung für die Beste Montage (Das Mädchen und die Spinne)
- Preis der deutschen Filmkritik 2021: Auszeichnung für das Beste Drehbuch für Das Mädchen und die Spinne
- Preis der deutschen Filmkritik 2021: Auszeichnung für den Besten Schnitt für Das Mädchen und die Spinne[3]
- Preis der deutschen Filmkritik 2025: Nominierung für das Beste Drehbuch für Der Spatz im Kamin
- Preis der deutschen Filmkritik 2025: Auszeichnung  für die Beste Montage für Der Spatz im Kamin[4][5]
- Schweizer Filmpreis 2025: Nominierung als Bester Spielfilm für Der Spatz im Kamin
- Schweizer Filmpreis 2025: Auszeichnung für das Beste Drehbuch für Der Spatz im Kamin
- Schweizer Filmpreis 2025: Nominierung für die Beste Montage für Der Spatz im Kamin
- Schweizer Filmpreis 2025: Auszeichnung für den Besten Ton für Der Spatz im Kamin